# Vysotsky (grattacielo)
Vysotsky ( in russo Высоцкий?) è un grattacielo a Ekaterinburg . È il secondo edificio più alto della Russia fuori Mosca e l'edificio più a nord più alto di 150 metri in tutto il mondo. 

## Storia

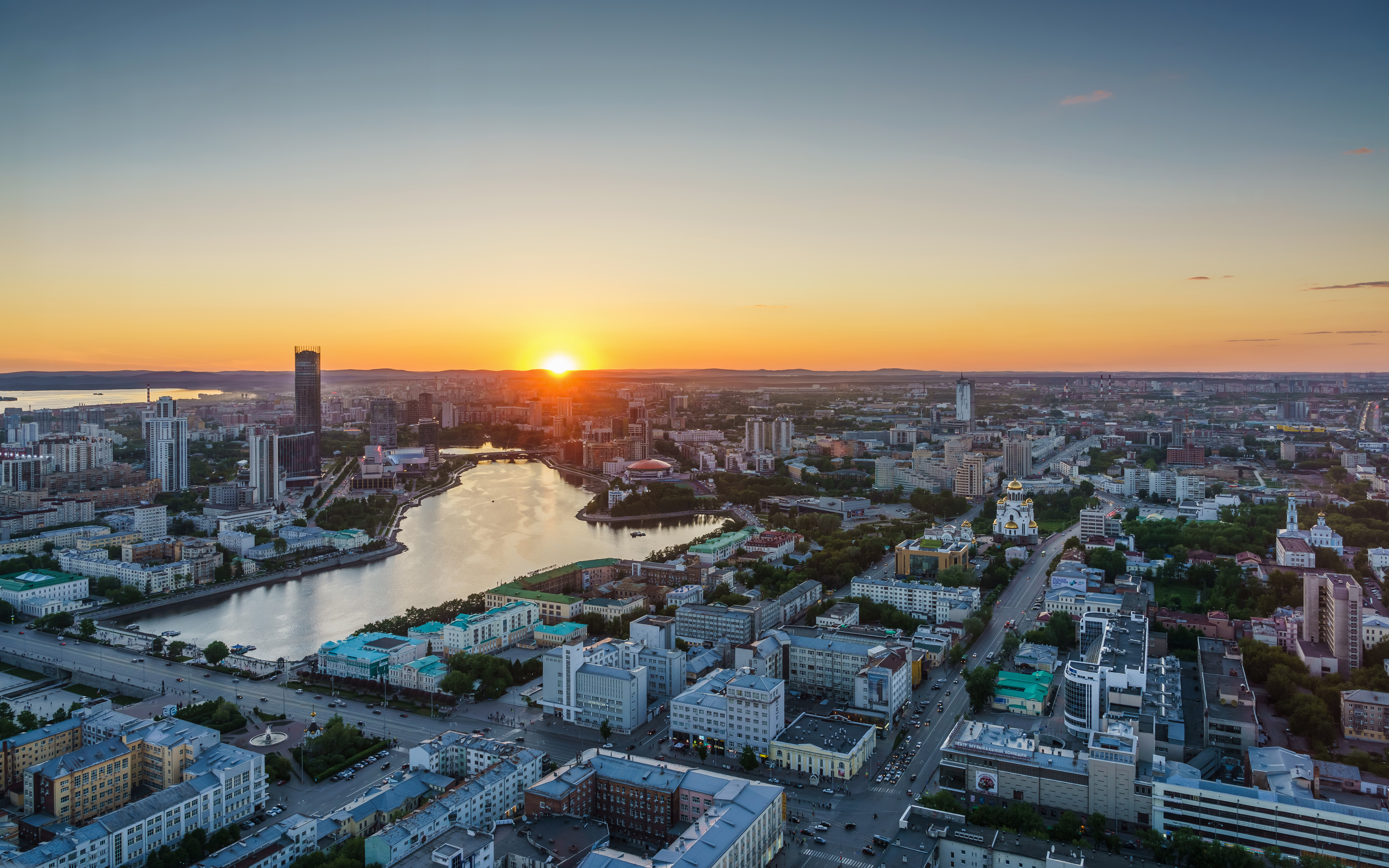
Vista della città dal ponte di osservazione

L'edificio, inaugurato nel 2011, ha 54 piani ed è alto 188 metri. Vysotsky è inoltre entrato nel Guinness dei primati, diventando "Il più alto business center multifunzionale nelle regioni degli Urali-Siberia e dell'Asia centrale". 
Una piattaforma turistica aperta al 52 ° piano ad un'altezza di 186 metri offre una vista panoramica della città.  
Il centro commerciale Vysotsky prende il nome da Vladimir Vysotsky, un poeta, musicista e attore sovietico . Inoltre, è un gioco di parole: vysoky significa "alto" in russo. Dietro l'edificio è stata posta una scultura in bronzo di Vladimir Vysotsky e della sua terza moglie, l'attrice francese Marina Vlady .